# Les Hommes contre (roman)
Cet article concerne le roman. Pour le film, voir Les Hommes contre (film).
Les Hommes contre (titre original italien : Un anno sull'Altipiano) est un livre de mémoires d'Emilio Lussu, qui l'a écrit entre 1936 et 1937 sur l'insistance de son ami Gaetano Salvemini. Il a été publié en italien en 1938 à Paris tandis que son auteur était en exil politique. En langue française, il est publié chez Austral en 1995, puis réédité en 2005 chez Denoël.
Le récit se déroule sur le plateau d'Asiago (it), pendant la Première Guerre mondiale. Il s'agit d'une des principales œuvres[réf. nécessaire] de la littérature italienne sur la Première Guerre mondiale. Il raconte, pour la première fois[réf. nécessaire] dans la littérature italienne, l'irrationalité et l'absurdité de la guerre, de la hiérarchie et de la discipline militaire de l'époque.
Francesco Rosi s'est inspiré de ce roman pour son film Les Hommes contre (Uomini contro) de 1970, avec Gian Maria Volontè.

## Résumé
L'année passée dans les hauteurs à laquelle le titre original Un anno sull'Altipiano fait référence à la période entre juin 1916 et juillet 1917. Le livre décrit une série d'épisodes vécus par la Brigade Sassari sur le plateau d'Asiago.
Lussu, bien qu'il ait été un interventionniste enflammé et qu'il se soit battu avec grand courage pendant toute la guerre, assume une attitude fortement critique face au commandement militaire de l'époque. La guerre est mal conduite par des généraux mal préparés et présomptueux, incapables de se rendre compte de leurs propres erreurs, et prêts à sacrifier sans pitié des milliers de vies humaines pour conquérir quelques mètres de terrain.
Les erreurs terrifiantes du commandement font que de plus en plus, ils sont considérés par les combattants comme leurs vrais ennemis. Certains, comme le lieutenant Ottolenghi, en arrivent ainsi à souhaiter une mutinerie générale dans laquelle les troupes font volte-face et puis marchent en avant, toujours plus en avant, jusqu'à Rome « parce que c'est là que se trouve le grand quartier général ennemi ».
L'atmosphère que Lussu communique dans ses pages reflète fidèlement une guerre où l'armée italienne mena obstinément des offensives jusqu'en 1917, allant presque jusqu'à l'épuisement et s'écroulant misérablement sous la contre-attaque des austro-allemands à la bataille de Caporetto. Les mémoires de Lussu s'interrompent toutefois avant de la XIe bataille de Bainsizza, annoncée dans la dernière page du livre et de la déroute de Caporetto qui a suivi.

## Le cadre historique

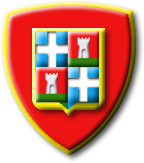
Emblème de la Brigade Sassari.

À la fin mai 1916, la brigade Sassari, qui combattait sur le haut-plateau du Carso a été transférée en toute urgence sur le haut-plateau d'Asiago, où une offensive autrichienne était en cours, l'offensive du Trentin.
Dès le 5 juin, elle se confronte sur le mont Fior (it) avec l'armée ennemie. L'offensive autrichienne est interrompue par la nécessité de déplacer des troupes du Tyrol au front oriental pour bloquer l'avancée russe en Bucovine. Le bataillon Sassari est placé en première ligne sur le mont Zebio (it) mais les essais d'offensive sont infructueux. Cette offensive sur le mont Zebio reprend au cours du mois de juin en conjonction avec la grande bataille du Mont Ortigara, une offensive infructueuse menée par les bataillons alpins, mais cette fois encore avec beaucoup de pertes et peu de résultats.

## Les personnages
Les personnages du livre sont mémorables : le rebelle Ottolenghi, le soldat simplet mais rusé Marrasi Giuseppe, le général fou Leone (tiré du général Giacinto Ferrero), l'ami fidèle Avellini, l'humble « oncle Francesco » et bien d'autres.
Ce qui émerge de cette galerie de portraits, c'est la dignité, la capacité à endurer et l'humanité des simples soldats : les « pauvres diables » qui payent l'addition de choix politiques et militaires irresponsables. Tous les personnages se rapprochent dans la peur de la guerre et dans l'espoir qu'elle finisse rapidement.

## Véracité historique
Les Hommes contre est considéré[Par qui ?] comme un récit fidèle et documentaire de l'expérience de la guerre qu'a vécu le capitaine Lussu dans la Brigade Sassari.
Certains estiment toutefois que cette œuvre ne peut pas être considérée comme un rapport historique fidèle. On doit ce point de vue aux recherches menées par deux historiens italiens, Paolo Pozzato et Giovanni Nicolli, qui ont consulté toute la documentation existant sur la Brigade Sassari à l'époque où Lussu en faisait partie : selon eux, le récit présenterait un certain nombre d'incongruités. De fait, les dates rapportées par Lussu ne correspondent pas exactement à celles d'autres sources documentaires, ce qui n'est pas étonnant puisque le livre a été écrit vingt ans après les évènements. Il est certainement romancé, puisque les personnages, comme le général Leone, ne correspondent pas à des figures bien identifiées de la Brigade Sassari.

## Style de l'œuvre
Le style des Hommes contre est simple mais extrêmement efficace. Le rythme narratif est soutenu, grâce à la succession d'épisodes détachés, sans chercher à construire une trame linéaire.
Les pages de ces mémoires anticipent des techniques et des idées de la littérature du XXe siècle qui ont suivi,.
Cette œuvre est reconnue comme une des plus belles et les plus puissantes parmi toutes celles qui ont été inspirées par le Grande guerre en Italie comme à l'étranger[réf. nécessaire].